# Комарова, Юлия Александровна
Юлия Александровна Комарова — российский учёный-педагог, член-корреспондент РАО (2016).
Доктор педагогических наук (2008), профессор (2009).
Советник ректора Российского государственного педагогического университета имени А. И. Герцена.

## Научная деятельность
Сфера научных интересов: теории формирования научно-исследовательской культуры и развития глобальной научно-исследовательской среды, методология совершенствования исследовательских компетенций, теории развития проектного мышления.
Автор более 350 трудов, в том числе 260 научных. Автор федеральных УМК по английскому языку для средней школы, вошедших в образовательную систему «Инновационная школа».
Ю. А. Комарова является видным учёным в области теории управления современной инновационной высшей школой, проблематики конкурентоспособности Российской Федерации в вопросах инновационного развития в сфере образования, теории развития эффективной научно-исследовательской среды современного университета, методологии совершенствования дидактических материалов, проблем изменения структуры инновационной деятельности современного научно-педагогического работника, теории развития проектного мышления.

## Награды
- Медаль «В память 300-летия Санкт-Петербурга» (2004)
- Нагрудный знак «Почётный работник высшего профессионального образования Российской Федерации» (2010)
- Медаль «Лауреат ВВЦ» (XV Всероссийский форум «Образовательная среда», 2013)
- Медаль "За заслуги в образовании"
- Лауреат премии премий Правительства Санкт-Петербурга за выдающиеся достижения в области высшего образования и среднего профессионального образования в номинации «Развитие инновационной деятельности в образовательной организации» (2017)